# Llanterna màgica

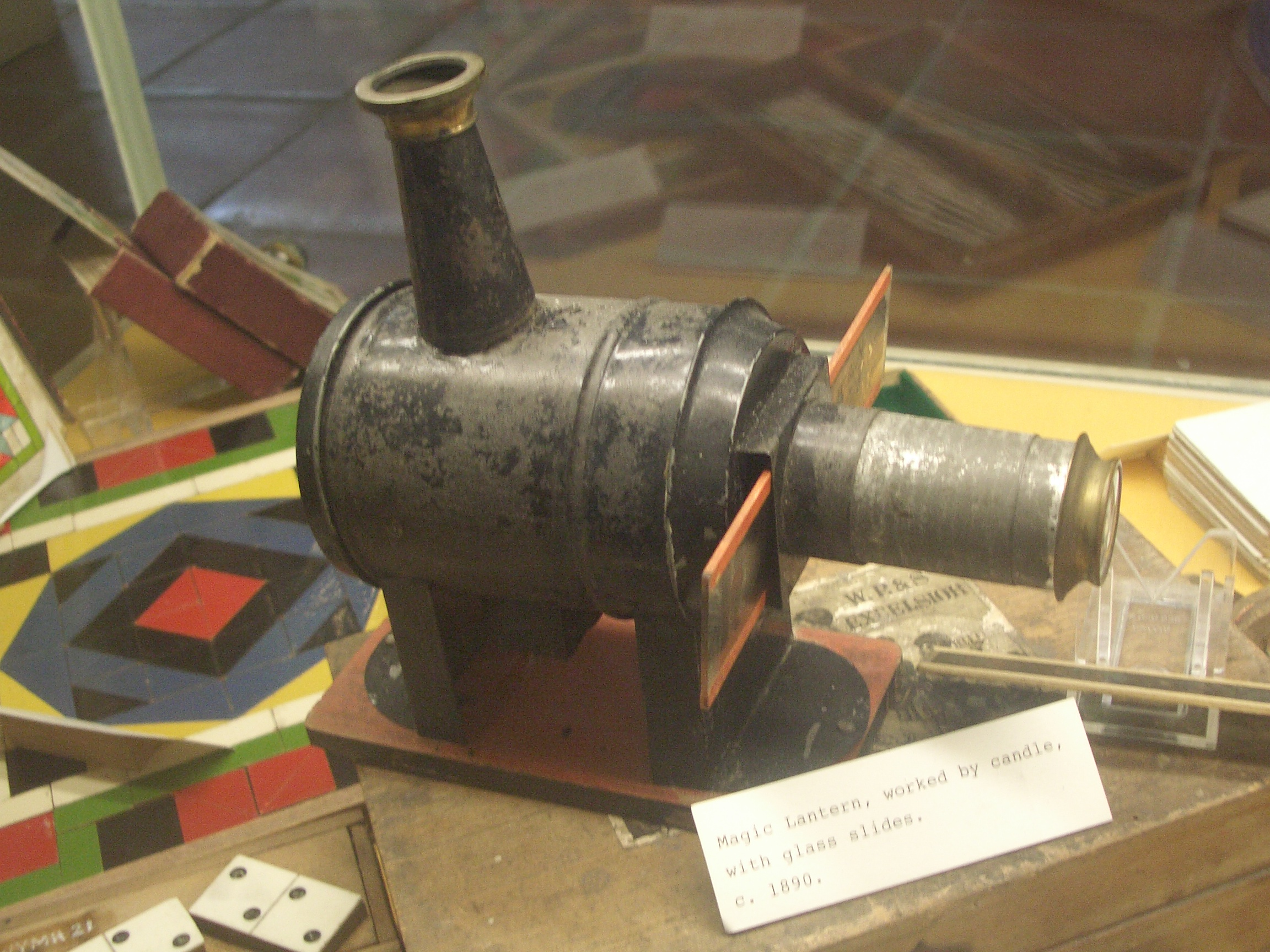
Una llanterna màgica, 1890, museu Wymonham, Norfolk

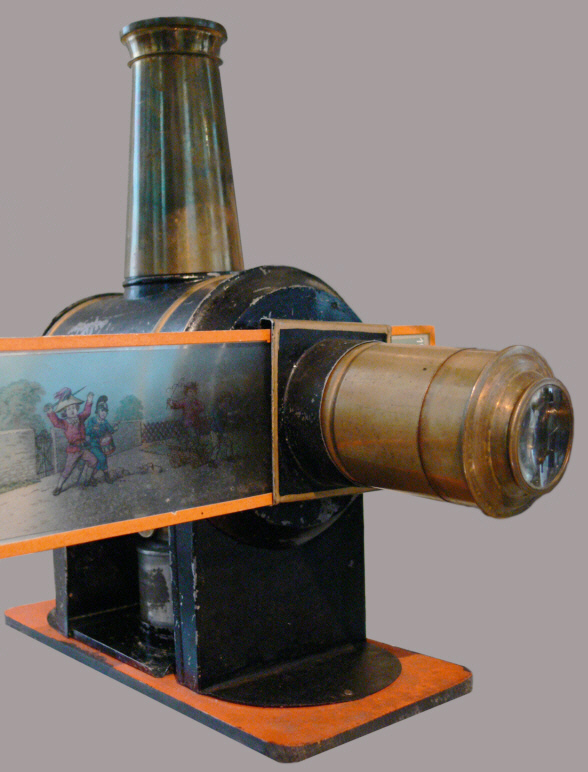
Llanterna màgica

La llanterna màgica és un giny precursor dels projectors de cinema o de diapositives inventat a mitjan segle xvii. Va ésser l'espectacle visual amb més èxit, popularitat i durabilitat abans que s'inventés el cinema. Es basava en el disseny de la càmera fosca, la qual rebia imatges de l'exterior fent-les visibles a l'interior, invertint aquest procés, i projectant les imatges cap a l'exterior. Durant un temps, s'havia considerat Athanasius Kircher com a inventor de l'aparell, qui el 1646 va publicar Ars Magna Lucis et Umbrae ('La gran ciència de la llum i la foscor'), però sembla que fins a la segona edició del 1671 no hi ha cap descripció de l'aparell. La primera referència a un giny capaç de projectar imatges seria la d'un manuscrit de Christiaan Huygens, del 1659. Al mateix temps, el matemàtic danès Thomas Rassmussen Walgesten, va començar a desenvolupar prototips de llanternes màgiques, com va fer Huygens, i va adonar-se de les possibilitats tècniques, artístiques i econòmiques de l'invent.
L'aparell consistia en una capsa a l'interior de la qual hi havia un focus lluminós i unes lents que permetien projectar imatges fixades sobre uns vidres. Aquest aparell, considerat el precedent més directe del projector cinematogràfic, rebia el nom de llanterna màgica perquè els espectadors del seu moment no en sabien els secrets tècnics i n'atribuïen els efectes a la màgia.

## Història

### Orígens i antecedents
La llanterna màgica es descobrí a partir de les ombres xineses (projecció cap endins) que es projectaven als grans teatres exclusivament per homes, i eren les dones qui manipulaven la maquinària al darrere. Finalment, van ser aquestes dones les que van descobrir la llanterna màgica (projecció cap enfora).
Estudis recents mostren que algunes variants de llanternes màgiques podrien haver existit en el temps del Rei Salomó. De fet, es va poder desenvolupar l'invent gràcies a la base teòrica d'Aristòtil sobre la ciència de l'òptica. Amb el frare Roger Bacon, l'art i la ciència de la llum i l'ombra va servir per poder construir objectes d'entreteniment per fer màgia amb les ombres. Encara que potser fos més antiga del que creiem, ja que s'ha afirmat que els sacerdots de Eleusis i de Menfis posseïen llanternes màgiques, de les quals Plató es va recordar quan va imaginar la seva famosa caverna, precursora també dels teatres d'ombres. També hem de tenir en compte les lents que condensaven la llum que va inventar Leonardo da Vinci. Després de tots aquests descobriments, l'anteriorment esmentat jesuïta Athanasius Kircher va ser primerament acreditat com a inventor de la llanterna màgica, fins que es va descobrir el manuscrit de Christiaan Huygens.
La llanterna màgica va ser un dels invents que va permetre el sorgiment del cinema tal com el coneixem avui en dia. Va ser inventada el 1650 aproximadament per Atanasius Kircher. Aquest artefacte consistia en una cambra fosca amb uns jocs de lents i un suport corredís en el qual es col·locaven transparències pintades sobre plaques de vidre. Les imatges s'il·luminaven amb una làmpada d'oli, cal recordar que encara faltaven bastants anys perquè la llum elèctrica sorgís. Comptava amb una petita xemeneia perquè el fum generat en cremar l'oli pogués sortir.

#### Cambra obscura
La llanterna màgica també pot ser vista com el desenvolupament de la Cambra obscura. Aquest és un fenomen natural que passa quan una imatge que és projectada a l'altre costat d'una pantalla (per exemple en un mur) passa a través d'un petit forat i es projecta a dins (en una superfície contraria al forat) com una imatge invertida (d'esquerra a dreta i de dalt a baix). Se'n té coneixement almenys des del segle V a.C i de experimentacions en habitacions obscures com a mínim des de 1000 d.C. La utilització de lents en l'orifici d'entrada de llum s'ha pogut rastrejar fins al 1550. La camara obscura portable va ser desenvolupada al segle XVII.

#### Mirall esteganogràfic
La primera edició de 1645 del llibre Ars Magna Lucis et Umbrae de l'erudit jesuïta alemany Athanasius Kircher incloïa una descripció de la seva invenció, el "mirall esteganogràfic": un sistema primitiu de projecció amb una lent d'enfocament i text o imatges pintades en un mirall còncau que reflecteix la llum solar, principalment destinat a la comunicació a llarga distància. Va veure limitacions en l'augment de la mida i va disminuir la claredat a una llarga distància i va expressar la seva esperança que algú trobaria un mètode per millorar-ho.

El 1654, el matemàtic jesuïta belga André Tacquet va utilitzar la tècnica de Kircher per mostrar el viatge de la Xina a Bèlgica del missioner jesuïta italià Martino Martini. Alguns informes diuen que Martini va fer conferències a tot Europa amb una llanterna màgica, que podria haver importat de la Xina, però no hi ha proves que emprés res més que una tècnica de Kircher. No obstant això, Tacquet va ser corresponsal i amic de Christiaan Huygens i, per tant, podria haver estat un adaptador molt primerenc de la tècnica de la llanterna màgica que Huygens va desenvolupar al voltant d'aquest període.

#### Segles XVII, XVIII i XIX
Cap al segle xvii, l'òptic londinenc John Reeves va començar a fabricar llanternes màgiques per vendre. Durant aquest període, el famós científic Robert Hooke publicà un article en el qual descrivia una projecció feta amb llanterna màgica i el monjo Johann Zahn va escriure un llibre, també descrivint projeccions fetes amb llanterna màgica.
Cap a finals del segle xvii, les llanternes màgiques es fabricaven de manera artesanal i força precària, ja que estaven destinades a una elit minoritària amb objectius científics, didàctics o divulgadors. Durant el segle xviii es van anar introduint millores tècniques: es va potenciar la font de llum per millorar la intensitat i qualitat de les imatges, les quals van esdevenir més nítides. Aquestes millores no es van limitar a les llanternes, sinó que també afectaren les plaques de vidre: es va aconseguir reproduir el moviment mitjançant la projecció simultània de plaques, utilitzant mecanismes com l'encadenament i la superposició d'imatges. Això va coincidir amb l'aparició de les plaques mòbils, on el moviment es produeix a la mateixa placa, i l'èxit de les plaques lliscants, en les quals el moviment es produïa fent lliscar un vidre mòbil davant d'un vidre fix. També existien les plaques amb cremallera, en les quals s'obtenia el moviment gràcies a unes dents metàl·liques al voltant del vidre que es feien girar gràcies a una maneta.
Pel que fa al repertori d'imatges que es projectaven, podien ser imatges científiques, documentals, còmiques, infantils, religioses, terrorífiques, etc.
Posteriorment, l'italià Cagliostro va millorar aquest dispositiu, de manera que amb un joc de rodes es podia augmentar o disminuir la mida de la imatge projectada.
Però el segle d'or de la llanterna màgica fou el segle xix, ja que la industrialització tant de les plaques com de les llanternes va permetre que l'invent es popularitzés en l'àmbit domèstic. A més a més les imatges eren de molta més qualitat. Un exemple de l'èxit de la llanterna màgica va ser la invenció, l'any 1857, de la llanterna de doble objectiu o biunial, la qual constava de dos objectius que projectaven la imatge sobre el mateix enquadrament de la pantalla, i dos sistemes d'il·luminació independents. Gràcies a aquest aparell, mentre es projectava una imatge, l'altre podia ser canviada sense interrompre la projecció, com també es podia fer l'efecte de fos encadenat. Fins i tot es van arribar a fabricar llanternes amb tres objectius.
Gradualment, es va popularitzant la llanterna màgica, i se li van trobant aplicacions pràctiques. Nollet i Charles la introdueixen a la Sorbona per donar suport als seus ensenyaments de manera visual, i el famós mentalista Mesmer l'empra en les seves càtedres de «magnetisme animal» i en sessions d'hipnotisme. El professor Jean-Martin Charcot la feia servir com a mètode curatiu de certs casos d'epilèpsia i histèria.
Però, sens dubte, la llanterna màgica va patir un canvi fonamental en el disseny quan la làmpada incandescent i l'arc voltaic van ser descoberts, i la seva aplicació substitueix amb immens avantatge la il·luminació per làmpada d'oli. Poc després, apareix la fotografia, de manera que les transparències pintades són substituïdes per diapositives, i la llanterna màgica és virtualment una ampliadora fotogràfica. Quedaven només unes passes més perquè arribés a ser un projector cinematogràfic.
Això va durar fins que la llanterna màgica va entrar en crisi a causa de l'aparició del cinema, tot i que les considerades primeres sessions de cinema eren projeccions de llanterna màgica perfeccionada.

## La llanterna màgica a Catalunya
A Catalunya hi ha diversos exemplars de llanternes màgiques. Al Museu de la Técnica i de la Ciència de Catalunya es disposa d'una llanterna màgica de la marca francesa A. Laverne & Co de meitats del segle xix. Al Museu del Cinema també hi ha exposada entre les 15 llanternes màgiques de la col·lecció, una de tipus Fantascopi, de la qual només en queden tres exemplars al món.
A més a més d'aquest artifici, a Catalunya també podem trobar una àmplia col·lecció de plaques de vidre per a llanternes màgiques, la Filmoteca de Catalunya n'és un exemple. Disposa de 482 plaques que van ser realitzades de manera artesanal al segle xix.

### Pedagogia amb la llanterna màgica
La llanterna màgica de tipus Fantascopi del Museu del Cinema va ser obtinguda per l'Institut Jaume Vicens Vives de Girona l'any 1849 a París, on també es van obtenir cinc plaques de vidre mecanitzades per donar moviment i de temàtica astronòmica. Segurament, l'institut disposava de més plaques, però avui en dia només es té coneixement de l'existència d'aquestes cinc, que es troben també al Museu del Cinema.
Des de l'institut gironí es donava un ús pedagògic a la llanterna. L'ús en l'ensenyança no era novetat ja que a finals del segle xviii a alguns centres d'Europa ja es realitzava. En el cas de l'institut Jaume Vicens Vives, l'artifici permetia al professor poder mostrar el moviment rotatori de la Terra i els eclipsis de lluna i de sol.

### La llanterna màgica a l'actualitat
A meitats del 2017 es va posar en escena l'obra Lucis et Umbrae, que rebia aquest nom pel primer llibre d'Atanasius Kircher on va aparèixer la llanterna màgica al 1671. Es tractava d'un espectacle multidisciplinari de llums i ombres a partir de la llanterna màgica, ja que n'hi apareixia una en funcionament ambvidres que en Sergi Buka, l'il·lusionista, havia estat col·leccionant durant un llarg temps. L'obra posavaen comparació el món de la imatge actual amb l'origen de la pròpia imatge i va estar dirigida per en Xavi Martínez.

## Fantasmagoria
En aquest format de teatre de terror s'utilitzaven una o més llanternes màgiques per a projectar imatges aterradores, especialment de fantasmes. Fou molt popular a Europa des de finals del segle xviii fins a mitjans del segle xix.
Es creu que els dispositius òptics, com els miralls còncaus i la cambra fosca, s'han fet servir des de l'antiguitat per enganyar els espectadors i fer-los creure que veien déus i esperits reals, però va ser el "físic" mag Phylidor, qui va crear el que ha d'haver estat el primer espectacle de fantasmagoria. Probablement va usar llanternes màgiques mòbils amb la làmpada Argand, recentment inventada, per crear el seu reeixit Schröpferischen, i Cagliostoischen Geister-Erscheinungen (aparicions de fantasmes de Schröpfer-esques i Cagiostro-esques) a Viena, des de 1790 fins a 1792. Phylidor va declarar que el seu espectacle d'aparicions perfectes va fer visible com ara, xarlatans com Johann Georg Schröpfer i Cagliostro, havien enganyat el seu públic. Llavors, va presentar la seva Fantasmagoría com "Paul Filidort" a París, des de desembre de 1792, fins a juliol de 1795, probablement usant el terme per primera vegada. Com a "Paul de Philipsthal", va actuar a Fantasmagoria, a Gran Bretanya, des de 1801, amb gran èxit.
Un dels molts exhibidors que es van inspirar en Phylidor va ser Étienne-Gaspard Robert, qui es va fer molt famós amb el seu propi espectacle Fantasmagorie, a París, des de 1798 fins a de 1803 (més tard actuant a tot Europa i tornant a París per a un triomfant retorn a 1814). Ell va ser qui va patentar la llanterna mòbil "Fantascope" en 1798.

## Utushi-e
Utushi-e va ser un tipus de llanterna màgica popular al Japó durant el segle xix. Encara que el holandesos devien introduir la llanterna màgica al japó abans del 1760; un nou estil de llanternes màgiques va ser introduit i promogut per Kameya Toraku I, qui va posar-les en practica cap al públic per primer cop al 1803 a Edo. Possiblement els espectacles de Fantasmagoria (molt populars a Europa per aquella época) van inspirar la projecció des de darrere de la pantalla, les imatges en moviment i les històries de fantasmes. Artistes japonesos van desenvolupar projectors lleugers de fusta (furo) que podien ser aguantats a mà, permeten realitzar projeccions amb diferentes figures de diferents colors movent-se per la pantalla al mateix temps. Les tècniques occidentals de diapositives mecàniques van ser combinades amb tècniques tradicionals japoneses—especialment dels Karakuri puppets— per a animar les figures i per a realitzar efectes especials.

## Projeccions
En un principi, les llanternes màgiques varen servir per fer projeccions educatives i divulgatives, però aviat es van convertir en un objecte lúdic. Cap als segles xviii i xix, es feien projeccions a tot Europa per mà d'artistes ambulants (ofici considerat de mala condició) que amb els seus espectacles de llanterna màgica intentaven transportar el públic a mons màgics i onírics. A mitjans del segle xix, gràcies a la industrialització de la producció de llanternes màgiques, començaran a fer-se projeccions domèstiques, destinades sobretot a l'entreteniment infantil.
Per tant, l'època daurada de les projeccions amb llanterna màgica foren durant l'època Victoriana, al segle xix.
Tot i això, les projeccions més populars de llanterna màgica van ser els espectacles de fantasmagoria o Phantasmagoria, iniciats a finals del segle xviii i consagrats durant el segle xix, els quals eren espectacles de terror en els que es projectaven imatges diverses, com fantasmes que es movien per les parets (molts cops d'esglésies o criptes), per espantar l'audiència. El fet que, en la majoria de casos, el projector estigués darrere la pantalla sense que l'audiència el veiés, contribuïa a l'efecte misteriós i terrorífic de l'espectacle.
El firaire més famós que projectava fantasmagories fou el belga Éttiene-Gaspard Robert, més conegut com a Robertson. Allò que el distingí dels altres firaries, fou la utilització d'una llanterna màgica amb rodes, a la qual anomenava Phantascope o Fantascope. Movent el projector cap endavant i cap endarrere, aconseguia alterar la mida de les imatges projectades ràpidament sense desenfocar-les o canviar la intensitat de la llum.Tot i això, Robertson no va ser l'inventor de les fantasmagories. De fet, Mervyn Heard va escriure que Robertson robà la idea de l'alemany Paul de Philipsthal, qui l'any 1793 exhibia espectacles de fantasmes i esperits a París i, posteriorment, a Londres.
Durant el segle xix, les projeccions de llanterna màgica com a espectacle de fira foren força populars. Els firaires ambulants eren anomenats Galantee o Savoyards i projectaven els seus espectacles sobre parets i fons blancs. Els temes estaven relacionats amb la Bíblia i la moral, per tal que els infants especialment poguessin gaudir de l'espectacle. Cal especificar però, que també es feien projeccions exclusivament per adults: les projeccions nocturnes de diapositives relacionades amb l'erotisme eren d'allò més populars. Aquest tipus de projeccions varen ser les predecessores de les pel·lícules pornogràfiques, i posteriorment, en moltes d'aquestes diapositives es varen dissimular les parts més ofensives de les imatges amb tinta.
De tota manera, amb l'aparició de les projeccions domèstiques, els firaires van esdevenir els anomenats Professors, els quals feien projeccions amb sistemes molt més sofisticats. Alguns dels espectacles de llanterna més complexos eren presentats a la Royal Polythecnic Institution de Londres, amb grans pantalles i efectes de so. També va ser possible desenvolupar efectes especials i imatges més grans gràcies als nous descobriments com l'arc voltaic. Els tipus més simples de llanternes també van millorar amb els llums d'oli mineral, cosa que va permetre fer projeccions en llocs més petits.
Durant les dècades de 1870, 1880 i 1890 es van comprar i vendre moltes llanternes màgiques. Empreses com Carpenter & Westley, York & Son, Newton & Co. i James Bamforth van produir un gran nombre de llanternes i diapositives. Durant aquesta època, tot i que les càmeres van continuar millorant tècnicament, les diapositives eren cada cop més senzilles i moltes d'elles no eren pintades a mà, sinó que eren fotografies.
Però des que els germans Lumière van crear el cinema l'any 1895, les projeccions de llanterna màgica varen disminuir, fins a arribar a utilitzar-se en pocs àmbits, com l'educatiu o el religiós. De tota manera, a partir de l'any 1960, la llanterna màgica va ésser redescoberta, fins a convertir-se avui en dia en un objecte d'estudi i col·lecció.

## Tecnologia

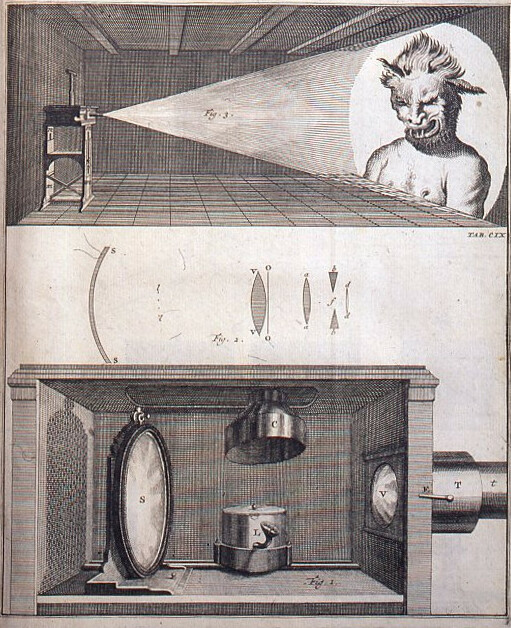
Pàgina del llibre de Willem Jacob’s Gravesande Physices Elementa Mathematica, de l'any 1720 amb el dibuix d'una llanterna màgica projectant un minotaure.

### Aparell
La llanterna màgica utilitzava un mirall còncau darrere d'una font de llum per dirigir la màxima llum possible cap a un petit vidre rectangular (una diapositiva) on estava dibuixada la imatge que es volia projectar, i també hi havia una lent a la part davantera de l'aparell (l'objectiu). La lent s'ajustava de manera òptima per projectar la imatge enfocada sobre la pantalla de projecció, la qual podia ser simplement una paret blanca. La imatge es projectava sobre la pantalla de manera ampliada. Algunes llanternes, incloent-hi les de Christiaan Huygens i les de Jan van Musschenbroek (qui fins i tot va vendre una llanterna màgica al tsar de Rússia Pere I), utilitzaven 3 lents.

### Diapositives
Originalment, els dibuixos eren pintats amb pintura negra sobre diapositives de vidre, però després també es varen utilitzar colors transparents, de manera que la llum projectés el color sobre la pantalla. Ocasionalment, els dibuixos també es pintaven sobre paper oliat.
Normalment, la pintura negra s'utilitzava com a fons per bloquejar tota llum supèrflua, de manera que les figures projectades fossin clares i nítides, sense cap contorn erroni. Nombroses diapositives portaven com a acabat una capa de laca transparent, però posteriorment varen ser preferibles altres lents de vidre com a cobertura i protecció de la lent pintada. La majoria de diapositives pintades a mà eren emmarcades en marcs de fusta que tenien una obertura circular o quadrada per centrar el dibuix.
Després de 1820, es van començar a utilitzar calcomanies per crear els dibuixos sobre les lents de vidre. Moltes de les diapositives foren produïdes sobre grans tires de vidre vorejades amb paper encolat, que contenien dibuixos. No gaire temps després de la introducció de la fotografia l'any 1839, les imatges fotogràfiques varen poder ser projectades amb llanternes màgiques.

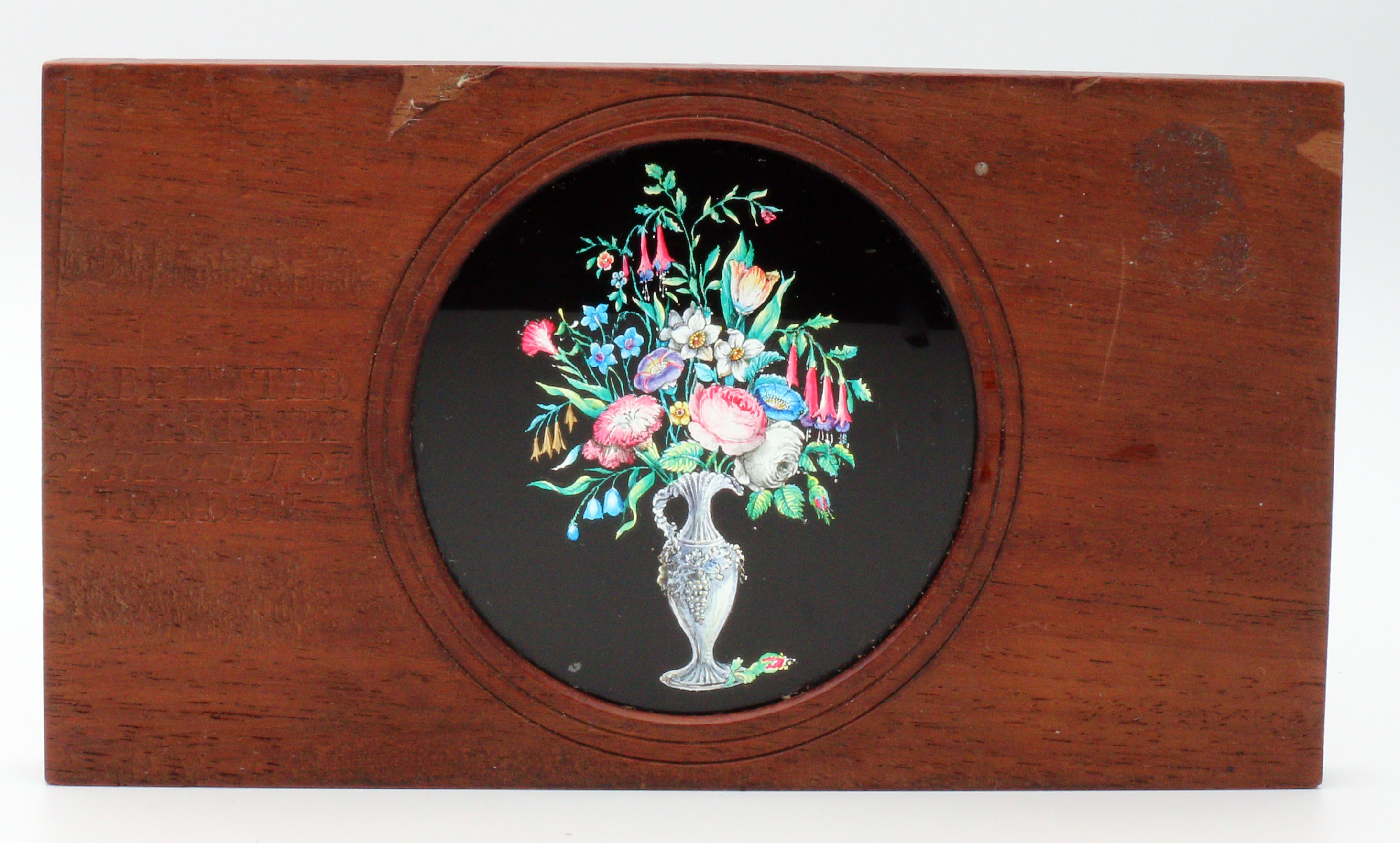
Diapositiva de llanterna màgica de Carpenter and Westley